# أندريا دي فيتو
أندريا دي فيتو (بالإيطالية: Andrea De Vito)‏ (27 نوفمبر 1991 ببافيا في إيطاليا - ) هو لاعب كرة قدم إيطالي في مركز الدفاع. لعب مع إيه سي ميلان ونادي أفيلينو ونادي سيتاديلا ونادي فاريسي ونادي مسينا.

## روابط خارجية
- أندريا دي فيتو على موقع قاعدة بيانات كرة القدم.إي يو (الإنجليزية)
- أندريا دي فيتو على موقع Soccerway.com (الإنجليزية)
- أندريا دي فيتو على موقع عالم كرة القدم.نت (الإنجليزية)